# Deep Freeze (software)
Deep Freeze es un software que se clasifica como de tipo "reinicie y restaure" (reboot and restore) desarrollado por la compañía canadiense Faronics en 1996.
Deep Freeze es un administrador del núcleo que protege la integridad del disco duro redirigiendo la información que se va a escribir en el disco duro o partición protegida, dejando la información original intacta. Las escrituras redirigidas desaparecen cuando el sistema es reiniciado, restaurando el equipo a su estado original. Esto permite a los usuarios realizar cambios "originales" en el equipo, por ejemplo para probar cambios potencialmente inestables o malignos, sabiendo que al reiniciar el sistema volverán a desaparecer. 
Para realizar cambios el sistema se debe "descongelar", desactivando Deep Freeze, de forma que los siguientes cambios sean permanentes.
Deep Freeze puede restaurar ciertos daños provocados por malware y virus ya que tras el reinicio cualquier cambio hecho por el software malicioso debería quedar eliminado del sistema al ser revertido al estado original (junto con cualquier otro tipo de modificaciones que se hayan hecho). Sin embargo, esto no impide que un virus o malware se desarrolle mientras que no se reinicie el sistema, o que el virus afecte a una partición que no esté protegida, o que se coloque en el registro del Deep Freeze como archivo que estaba previamente en el sistema.

## Usos
Faronics diseñó Deep Freeze enfocado en cuatro mercados específicos:
- Educación — incluyendo escuelas, universidades, etc.
- Gobierno
- Bibliotecas — incluyendo las bibliotecas públicas y privadas, así como también otros computadores de acceso público (cibercafés por ejemplo).
- Salud — útil para hospitales, centros de enfermería, etc.

## Características
Deep Freeze puede dejar un disco duro o partición en dos estados: 
- Congelado: Este estado es aquel en el que sea cual sea el cambio que se realice en el sistema, en cuanto se reinicie volverá al estado en el que activó la protección. Un ejemplo para esta partición es la que contenga el sistema operativo.
- Descongelado: Este estado es aquel en el que sea cual sea el cambio que se realice en el sistema, éste será efectivo. Un ejemplo para una partición en este estado es la que almacenará los datos con los que trabaja el usuario.

Otras características de Deep Freeze incluyen:
- Consola de administración.
- Creación de hasta 15 contraseñas permanentes.
- Contraseña de una sola vez (One Time Password - OTP)
- Protección de contraseña mediante cifrado.
- Más de 100 GB de espacio descongelado (Thawed: áreas del disco que no se protegen).
- Modo silencioso.
- Reinicios o apagados programados.
- Tiempos de mantenimiento programados.
- Compatible con actualizaciones de Windows y Servidores SUSE.
- Ejecución de procesos batch en tiempos de mantenimiento.
- Encendido (por medio de Wake On Lan o WoL), reinicio y apagado de equipos manuales.
- Bloqueo de dispositivos de entrada (teclado y ratón) desde la consola.
- Compatible con redes LAN y WAN.
- CMOS protegida.
- Integración con VNC para visualización y control remoto de estaciones.
- Integración con escritorio remoto.

## Compatibilidad
Deep Freeze es compatible con las siguientes versiones de Windows: 2000, XP, Vista, 7, 8, 8.1.1, 10 y 11. Es compatible con MAC OS X, específicamente con Tiger, Leopard, Snow Leopard y Lion, y cuenta con una versión para SUSE Linux Enterprise Desktop (SLED).